# Huyton with Roby
Huyton with Roby är en unparished area i Knowsley distrikt i Merseyside grevskap i England. Det inkluderar Huyton och Roby. Unparished area har 49 859 invånare (2001). Fram till 1974 var det ett separat distrikt.